# Neonoemacheilus
Neonoemacheilus és un gènere de peixos de la família dels balitòrids i de l'ordre dels cipriniformes.

## Distribució geogràfica
Es troba a Àsia: l'Índia, Myanmar, Tailàndia i la Xina (Yunnan), incloent-hi les conques dels rius Brahmaputra i Salween.

## Taxonomia
- Neonoemacheilus assamensis (Menon, 1987)[8]
- Neonoemacheilus labeosus (Kottelat, 1982)[9]
- Neonoemacheilus mengdingensis (Zhu & Guo, 1989)[10]
- Neonoemacheilus morehensis (Arunkumar, 2000)[11]
- Neonoemacheilus peguensis (Hora, 1929)[12]

## Estat de conservació
Neonoemacheilus assamensis, Neonoemacheilus labeosus, Neonoemacheilus morehensis i Neonoemacheilus peguensis apareixen a la Llista Vermella de la UICN.